# Leichtathletik-Länderkampf der Männer 1983 Italien – BR Deutschland / BR Deutschland – Polen
| 4./5. Leichtathletik-Länderkampf mit bundesdeutscher Beteiligung 1983 | 4./5. Leichtathletik-Länderkampf mit bundesdeutscher Beteiligung 1983 |
| --------------------------------------------------------------------- | --------------------------------------------------------------------- |
|                                                                       |                                                                       |
| Ländervergleich der Männer: Italien – BR Deutschland – Polen          |                                                                       |
| Austragungsort                                                        | Turin                                                                 |
| Wettbewerbe                                                           | 21                                                                    |
| Datum                                                                 | 4./5. Juni                                                            |
| 1. FRG 2. ITA                                                         | 114 P 107 P                                                           |
| 1. FRG 2. POL                                                         | 123 P 098 P                                                           |
| Chronik                                                               |                                                                       |
| ← FRG-NLD/FRG-POL (F)                                                 | FRG-BGR (F) →                                                         |

Die Vergleiche vier und fünf des Länderkampfjahres 1983 fanden als Aufeinandertreffen dreier Nationen mit getrennten Wertungen für jeweils zwei Länder in einer gemeinsamen Veranstaltung statt. Ausgetragen wurden die Wettkämpfe am selben Wochenende wie die Veranstaltung mit den Frauenvergleichen gegen die Niederlande und Polen. Gastgeber war allerdings nicht Bielefeld, sondern die norditalienische Metropole Turin. Dort traten die bundesdeutschen Männer am 4./5. Juni zum einen gegen Italien und zum anderen gegen Polen an. Auch im Vorjahr hatte es eine Begegnung zwischen diesen drei Ländern gegeben, die allerdings nicht getrennt, sondern als üblicher Dreiländerkampf gewertet worden war und in der sich die Bundesrepublik vor Polen und Italien durchgesetzt hatte.
Italien war schon sehr häufig Gegner einer deutschen Männermannschaft gewesen, zuletzt hatte es 1980 und 1981 Vergleiche der Nachwuchs-Athleten dieser beiden Länder gegeben, deren Bilanz eins zu eins lautete. Die letzte Begegnung in einem Zweiländerkampf zwischen den Toppathleten der beiden Nationen lag schon länger zurück und hatte 1964 stattgefunden. Zwischenzeitlich hatte es allerdings vier Veranstaltungen als Sechsländerkampf gegeben, an denen zusätzlich Belgien, Frankreich, die Niederlande und die Schweiz beteiligt waren. Alle vorangegangenen Treffen hatten die deutschen Teams für sich verbucht.
Gegen Polen hatten die bundesdeutschen Leichtathleten mit sechs zu acht bei einem Unentschieden in Zweiländerkämpfen eine negative Bilanz. Darüber hinaus hatte es 1981 eine Begegnung unter zusätzlicher Beteiligung Großbritanniens gegeben, in der die Bundesrepublik vorne gelegen hatte.

## Modus
Auf dem Programm stand neben den bei Männerländerkämpfen üblichen zwanzig Disziplinen ein weiterer Wettbewerb im 10.000 Meter Bahngehen. Die beiden Langstreckenläufe über 5000 und 10.000 Meter wurden in voller Länge ausgetragen und nicht gekürzt, wie inzwischen immer wieder praktiziert bei Länderkämpfen. Aus dem olympischen Wettbewerbskatalog fehlten nur der Marathonlauf, die beiden Gehdisziplinen und der Zehnkampf. Am Start waren in beiden Zweiländerkämpfen wie üblich zwei Teilnehmer je Land und Wettbewerb. Die Wertung erfolgte nach dem Standardsystem.

## Ergebnis
In den Einzelläufen gab es sechs Disziplinerfolge für das bundesdeutsche Team gegen Italien und sogar acht gegen Polen. Italien kam hier auf vier, Polen auf zwei Siege. Die Staffelgewinne teilte sich die Bundesrepublik mit Italien und lag gegen Polen in beiden Disziplinen vorn. Das Bahngehen entschieden sowohl Italien als auch Polen für sich. In den vier Sprungwettbewerben siegte die Bundesrepublik gegen Italien drei Mal, mit Polen gab es hier ein zwei zu zwei. Ebenfalls zwei zu zwei gingen die Entscheidungen im Bereich Wurf/Stoß gegen Italien aus. Gegen Polen verbuchte das bundesdeutsche Team einen Sieg, musste sich hier aber drei Mal geschlagen geben. In der Endabrechnung siegten die bundesdeutschen Männer in beiden Aufeinandertreffen. Gegen Italien war das Ergebnis mit 114 zu 107 Punkten recht knapp, gegen Polen dagegen war der bundesdeutsche Erfolg mit 123 zu 98 Punkten eindeutig.

## Legende
Kurze Übersicht zur Bedeutung der Symbolik – so üblicherweise auch in sonstigen Veröffentlichungen verwendet:
| DNS | nicht am Start (did not start) |
| NMH | keine Höhe (No Mark)           |

## Resultate

### 100 m
| Platz | Athletin            | Land | Zeit (s) | Länderkampfwertung | Länderkampfwertung |
| ----- | ------------------- | ---- | -------- | ------------------ | ------------------ |
| 1     | Pietro Mennea       | ITA  | 10,30    | 1. ITA 2. FRG      | 7 P 4 P            |
| 2     | Christian Haas      | FRG  | 10,39    | 1. ITA 2. FRG      | 7 P 4 P            |
| 3     | Marian Woronin      | POL  | 10,40    | 1. ITA 2. FRG      | 7 P 4 P            |
| 4     | Stefano Tilli       | ITA  | 10,42    | 1. FRG 2. POL      | 7 P 4 P            |
| 5     | Richard Luxenburger | FRG  | 10,63    | 1. FRG 2. POL      | 7 P 4 P            |
| 6     | Krzysztof Zwoliński | POL  | 10,71    | 1. FRG 2. POL      | 7 P 4 P            |

Datum: 4. Juni

### 200 m
| Platz | Athletin             | Land | Zeit (s) | Länderkampfwertung | Länderkampfwertung |
| ----- | -------------------- | ---- | -------- | ------------------ | ------------------ |
| 1     | Pietro Mennea        | ITA  | 20,29    | 1. ITA 2. FRG      | 8 P 3 P            |
| 2     | Carlo Simionato      | ITA  | 20,84    | 1. ITA 2. FRG      | 8 P 3 P            |
| 3     | Czeslaw Pradzynski   | POL  | 21,19    | 1. ITA 2. FRG      | 8 P 3 P            |
| 4     | Richard Luxenburger  | FRG  | 21,22    | 1. POL 2. FRG      | 6 P 5 P            |
| 5     | Christian Zirkelbach | FRG  | 21,52    | 1. POL 2. FRG      | 6 P 5 P            |
| 6     | Zenon Licznerski     | POL  | 21,88    | 1. POL 2. FRG      | 6 P 5 P            |

Datum: 5. Juni

### 400 m
| Platz | Athletin        | Land | Zeit (s) | Länderkampfwertung | Länderkampfwertung |
| ----- | --------------- | ---- | -------- | ------------------ | ------------------ |
| 1     | Erwin Skamrahl  | FRG  | 45,30    | 1. FRG 2. ITA      | 8 P 3 P            |
| 2     | Martin Weppler  | FRG  | 46,13    | 1. FRG 2. ITA      | 8 P 3 P            |
| 3     | Roberto Ribaud  | ITA  | 46,27    | 1. FRG 2. ITA      | 8 P 3 P            |
| 4     | Mauro Zuliani   | ITA  | 46,54    | 1. FRG 2. POL      | 8 P 3 P            |
| 5     | Andrzej Stępień | POL  | 46,76    | 1. FRG 2. POL      | 8 P 3 P            |
| 6     | Ryszard Podlas  | POL  | 46,86    | 1. FRG 2. POL      | 8 P 3 P            |

Datum: 4. Juni

### 800 m
| Platz | Athletin              | Land | Zeit (min) | Länderkampfwertung | Länderkampfwertung |
| ----- | --------------------- | ---- | ---------- | ------------------ | ------------------ |
| 1     | Hans-Peter Ferner     | FRG  | 1:48,14    | 1. FRG 2. ITA      | 7 P 4 P            |
| 2     | Ryszard Ostrowski     | POL  | 1:48,33    | 1. FRG 2. ITA      | 7 P 4 P            |
| 3     | Donato Sabia          | ITA  | 1:48,53    | 1. FRG 2. ITA      | 7 P 4 P            |
| 4     | Matthias Assmann      | FRG  | 1:48,63    | 1. FRG 2. POL      | 7 P 4 P            |
| 5     | Tonino Viali          | ITA  | 1:49,54    | 1. FRG 2. POL      | 7 P 4 P            |
| 6     | Wiesław Wojciechowski | POL  | 1:49,89    | 1. FRG 2. POL      | 7 P 4 P            |

Datum: 4. Juni

### 1500 m
| Platz | Athletin              | Land | Zeit (min) | Länderkampfwertung | Länderkampfwertung |
| ----- | --------------------- | ---- | ---------- | ------------------ | ------------------ |
| 1     | Uwe Becker            | FRG  | 3:37,80    | 1. FRG 2. ITA      | 7 P 4 P            |
| 2     | Claudio Patrignani    | ITA  | 3:37,82    | 1. FRG 2. ITA      | 7 P 4 P            |
| 3     | Thomas Wessinghage    | FRG  | 3:38,99    | 1. FRG 2. ITA      | 7 P 4 P            |
| 4     | Riccardo Materazzi    | ITA  | 3:39,01    | 1. FRG 2. POL      | 8 P 3 P            |
| 5     | Bogusław Mamiński     | POL  | 3:39,40    | 1. FRG 2. POL      | 8 P 3 P            |
| 6     | Wiesław Wojciechowski | POL  | 3:47,82    | 1. FRG 2. POL      | 8 P 3 P            |

Datum: 5. Juni

### 5000 m
| Platz | Athletin              | Land | Zeit (min) | Länderkampfwertung | Länderkampfwertung |
| ----- | --------------------- | ---- | ---------- | ------------------ | ------------------ |
| 1     | Franco Boffi          | ITA  | 14:05,59   | 1. ITA 2. FRG      | 7 P 4 P            |
| 2     | Bogusław Psujek       | POL  | 14:06,03   | 1. ITA 2. FRG      | 7 P 4 P            |
| 3     | Peter Horak           | FRG  | 14:06,32   | 1. ITA 2. FRG      | 7 P 4 P            |
| 4     | Piero Selvaggio       | ITA  | 14:07,42   | 1. FRG 2. POL      | 7 P 4 P            |
| 5     | Daniel Jańczuk        | POL  | 14:09,76   | 1. FRG 2. POL      | 7 P 4 P            |
| 6     | Wolf-Dieter Poschmann | FRG  | 14:16,36   | 1. FRG 2. POL      | 7 P 4 P            |

Datum: 5. Juni

### 10.000 m
| Platz | Athletin             | Land | Zeit (min) | Länderkampfwertung | Länderkampfwertung |
| ----- | -------------------- | ---- | ---------- | ------------------ | ------------------ |
| 1     | Alberto Cova         | ITA  | 28:29,57   | 1. ITA 2. FRG      | 6 P 5 P            |
| 2     | Christoph Herle      | FRG  | 28:31,49   | 1. ITA 2. FRG      | 6 P 5 P            |
| 3     | Jerzy Kowol          | POL  | 29:17,44   | 1. ITA 2. FRG      | 6 P 5 P            |
| 4     | Hans-Jürgen Orthmann | FRG  | 29:19,37   | 1. FRG 2. POL      | 7 P 4 P            |
| 5     | Bogumil Kus          | POL  | 29:43,43   | 1. FRG 2. POL      | 7 P 4 P            |
| 6     | Salvatore Antibo     | ITA  | 31:30,04   | 1. FRG 2. POL      | 7 P 4 P            |

Datum: 4. Juni

### 110 m Hürden
| Platz | Athletin           | Land | Zeit (s) | Länderkampfwertung | Länderkampfwertung |
| ----- | ------------------ | ---- | -------- | ------------------ | ------------------ |
| 1     | Axel Schaumann     | FRG  | 13,96    | 1. FRG 2. ITA      | 7 P 4 P            |
| 2     | Romuald Giegiel    | POL  | 14,01    | 1. FRG 2. ITA      | 7 P 4 P            |
| 3     | Daniele Fontecchio | ITA  | 14,06    | 1. FRG 2. ITA      | 7 P 4 P            |
| 4     | Michael Radzey     | FRG  | 14,22    | 1. FRG 2. POL      | 7 P 4 P            |
| 5     | Daniele Prast      | ITA  | 14,48    | 1. FRG 2. POL      | 7 P 4 P            |
| 6     | Leszek Rzepakowski | POL  | 15,91    | 1. FRG 2. POL      | 7 P 4 P            |

Datum: 5. Juni

### 400 m Hürden
| Platz | Athletin            | Land | Zeit (s) | Länderkampfwertung | Länderkampfwertung |
| ----- | ------------------- | ---- | -------- | ------------------ | ------------------ |
| 1     | Harald Schmid       | FRG  | 49,14    | 1. FRG 2. ITA      | 8 P 3 P            |
| 2     | Ryszard Szparak     | POL  | 49,47    | 1. FRG 2. ITA      | 8 P 3 P            |
| 3     | Ralf Höhle          | FRG  | 50,65    | 1. FRG 2. ITA      | 8 P 3 P            |
| 4     | Leszek Rzepachowski | POL  | 51,13    | 1. FRG 2. POL      | 7 P 4 P            |
| 5     | Riccardo Trevisan   | ITA  | 51,25    | 1. FRG 2. POL      | 7 P 4 P            |
| 6     | Vinicio Ruggieri    | ITA  | 51,38    | 1. FRG 2. POL      | 7 P 4 P            |

Datum: 4. Juni

### 3000 m Hindernis
| Platz | Athletin             | Land | Zeit (min) | Länderkampfwertung | Länderkampfwertung |
| ----- | -------------------- | ---- | ---------- | ------------------ | ------------------ |
| 1     | Patriz Ilg           | FRG  | 8:19,93    | 1. FRG 2. ITA      | 8 P 3 P            |
| 2     | Krysztof Wessolowski | POL  | 8:22,94    | 1. FRG 2. ITA      | 8 P 3 P            |
| 3     | Rainer Schwarz       | FRG  | 8:25,24    | 1. FRG 2. ITA      | 8 P 3 P            |
| 4     | Piotr Zgarda         | POL  | 8:34,54    | 1. FRG 2. POL      | 7 P 4 P            |
| 5     | Francesco Panetta    | ITA  | 8:35,82    | 1. FRG 2. POL      | 7 P 4 P            |
| 6     | Mariano Scartezzini  | ITA  | 9:10,15    | 1. FRG 2. POL      | 7 P 4 P            |

Datum: 5. Juni

### 4 × 100 m Staffel
| Platz | Besetzung      | Land                                                                    | Zeit (s) | Länderkampfwertung | Länderkampfwertung |
| ----- | -------------- | ----------------------------------------------------------------------- | -------- | ------------------ | ------------------ |
| 1     | Italien        | Stefano Tilli Carlo Simionato Luciano Caravani Pietro Mennea            | 38,79    | 1. ITA 2. FRG      | 5 P 2 P            |
| 2     | BR Deutschland | Werner Bastians Christian Haas Christian Zirkelbach Richard Luxenburger | 39,16    | 1. FRG 2. POL      | 5 P 2 P            |
| 3     | Polen          | Krzysztof Zwoliński Zenon Licznerski Czeslaw Pradzynski Marian Woronin  | 39,18    | 1. FRG 2. POL      | 5 P 2 P            |

Datum: 4. Juni

### 4 × 400 m Staffel
| Platz | Besetzung      | Land                                                            | Zeit (min) | Länderkampfwertung | Länderkampfwertung |
| ----- | -------------- | --------------------------------------------------------------- | ---------- | ------------------ | ------------------ |
| 1     | BR Deutschland | Erwin Skamrahl Martin Weppler Thomas Giessing Harald Schmid     | 3:03,52    | 1. FRG 2. ITA      | 5 P 2 P            |
| 2     | Italien        | Stefano Malinverni Donato Sabia Roberto Ribaud Mauro Zuliani    | 3:04,09    | 1. FRG 2. POL      | 5 P 2 P            |
| 3     | Polen          | Tadeusz Rogiński Ryszard Szparak Andrzej Stępień Ryszard Podlas | 3:04,83    | 1. FRG 2. POL      | 5 P 2 P            |

Datum: 5. Juni

### 10.000 m Bahngehen
| Platz | Athletin             | Land | Zeit (min) | Länderkampfwertung | Länderkampfwertung |
| ----- | -------------------- | ---- | ---------- | ------------------ | ------------------ |
| 1     | Maurizio Damilano    | ITA  | 42:11,11   | 1. ITA 2. FRG      | 8 P 3 P            |
| 2     | Alessandro Pezzatini | ITA  | 42:24,95   | 1. ITA 2. FRG      | 8 P 3 P            |
| 3     | Zdzisław Szlapkin    | POL  | 42:42,01   | 1. ITA 2. FRG      | 8 P 3 P            |
| 4     | Bogdan Bulakowski    | POL  | 43:09,29   | 1. POL 2. FRG      | 8 P 3 P            |
| 5     | Alfons Schwarz       | FRG  | 43:27,86   | 1. POL 2. FRG      | 8 P 3 P            |
| 6     | Wolfgang Wiedemann   | FRG  | 46:02,33   | 1. POL 2. FRG      | 8 P 3 P            |

Datum: 4. Juni

### Hochsprung
| Platz | Athletin           | Land | Höhe (m) | Länderkampfwertung | Länderkampfwertung |
| ----- | ------------------ | ---- | -------- | ------------------ | ------------------ |
| 1     | Carlo Thränhardt   | FRG  | 2,31     | 1. FRG 2. ITA      | 7 P 4 P            |
| 2     | Jacek Wszoła       | POL  | 2,28     | 1. FRG 2. ITA      | 7 P 4 P            |
| 3     | Janusz Trzepizur   | POL  | 2,26     | 1. FRG 2. ITA      | 7 P 4 P            |
| 4     | Massimo di Giorgio | ITA  | 2,26     | 1. FRG 2. POL      | 6 P 5 P            |
| 5     | Gianni Davito      | ITA  | 2 23     | 1. FRG 2. POL      | 6 P 5 P            |
| 6     | Gerd Nagel         | FRG  | 2 23     | 1. FRG 2. POL      | 6 P 5 P            |

Datum: 5. Juni

### Stabhochsprung
| Platz | Athletin              | Land | Höhe (m) | Länderkampfwertung | Länderkampfwertung |
| ----- | --------------------- | ---- | -------- | ------------------ | ------------------ |
| 1     | Günther Lohre         | FRG  | 5,60     | 1. FRG 2. ITA      | 8 P 2 P            |
| 2     | Peter Volmer          | FRG  | 5,30     | 1. FRG 2. ITA      | 8 P 2 P            |
| 3     | Mauro Barella         | ITA  | 5,00     | 1. FRG 2. ITA      | 8 P 2 P            |
| NMH   | Władysław Kozakiewicz | POL  |          | 1. FRG 2. POL      | 8 P 0 P            |
| NMH   | Tadeusz Ślusarski     | POL  |          | 1. FRG 2. POL      | 8 P 0 P            |
| NMH   | Marco Andreini        | ITA  |          | 1. FRG 2. POL      | 8 P 0 P            |

Datum: 4. Juni

### Weitsprung
| Platz | Athletin             | Land | Weite (m) | Länderkampfwertung | Länderkampfwertung |
| ----- | -------------------- | ---- | --------- | ------------------ | ------------------ |
| 1     | Marco Piocchi        | ITA  | 7,93      | 1. ITA 2. FRG      | 8 P 3 P            |
| 2     | Fabrizio Secchi      | ITA  | 7,73      | 1. ITA 2. FRG      | 8 P 3 P            |
| 3     | Zbiginiew Matoga     | POL  | 7,71      | 1. ITA 2. FRG      | 8 P 3 P            |
| 4     | Joachim Busse        | FRG  | 7,58      | 1. POL 2. FRG      | 6 P 5 P            |
| 5     | Jürgen Wörner        | FRG  | 7,36      | 1. POL 2. FRG      | 6 P 5 P            |
| 6     | Andrzej Klimaszewski | POL  | 6,00      | 1. POL 2. FRG      | 6 P 5 P            |

Datum: 5. Juni

### Dreisprung
| Platz | Athletin          | Land | Weite (m) | Länderkampfwertung | Länderkampfwertung |
| ----- | ----------------- | ---- | --------- | ------------------ | ------------------ |
| 1     | Zdzisław Hoffmann | POL  | 17,04     | 1. FRG 2. ITA      | 6 P 5 P            |
| 2     | Peter Bouschen    | FRG  | 16,84     | 1. FRG 2. ITA      | 6 P 5 P            |
| 3     | Dario Badinelli   | ITA  | 16,43     | 1. FRG 2. ITA      | 6 P 5 P            |
| 4     | Roberto Mazzucato | ITA  | 16,20     | 1. POL 2. FRG      | 7 P 4 P            |
| 5     | Stanisław Oporski | POL  | 16,06     | 1. POL 2. FRG      | 7 P 4 P            |
| 6     | Klaus Kübler      | FRG  | 16,01     | 1. POL 2. FRG      | 7 P 4 P            |

Datum: 5. Juni

### Kugelstoßen
| Platz | Athletin           | Land | Weite (m) | Länderkampfwertung | Länderkampfwertung |
| ----- | ------------------ | ---- | --------- | ------------------ | ------------------ |
| 1     | Alessandro Andrei  | ITA  | 20,12     | 1. ITA 2. FRG      | 8 P 3 P            |
| 2     | Luigi De Santis    | ITA  | 19,22     | 1. ITA 2. FRG      | 8 P 3 P            |
| 3     | Andreas Beirowski  | FRG  | 18,54     | 1. ITA 2. FRG      | 8 P 3 P            |
| 4     | Eugeniusz Ballo    | POL  | 18,45     | 1. FRG 2. POL      | 6 P 5 P            |
| 5     | Janusz Gassokowski | POL  | 18,16     | 1. FRG 2. POL      | 6 P 5 P            |
| 6     | Dietmar Mögenburg  | FRG  | 13,31     | 1. FRG 2. POL      | 6 P 5 P            |

Datum: 4. Juni

### Diskuswurf
| Platz | Athletin          | Land | Weite (m) | Länderkampfwertung | Länderkampfwertung |
| ----- | ----------------- | ---- | --------- | ------------------ | ------------------ |
| 1     | Dariusz Juzyszyn  | POL  | 64,48     | 1. FRG 2. ITA      | 7 P 4 P            |
| 2     | Werner Hartmann   | FRG  | 63,40     | 1. FRG 2. ITA      | 7 P 4 P            |
| 3     | Marco Martino     | ITA  | 62,96     | 1. FRG 2. ITA      | 7 P 4 P            |
| 4     | Alwin Wagner      | FRG  | 62,52     | 1. POL 2. FRG      | 6 P 5 P            |
| 5     | Marco Bucci       | ITA  | 62,14     | 1. POL 2. FRG      | 6 P 5 P            |
| 6     | Stanisław Wołodko | POL  | 58,92     | 1. POL 2. FRG      | 6 P 5 P            |

Datum: 5. Juni

### Hammerwurf
| Platz | Athletin          | Land | Weite (m) | Länderkampfwertung | Länderkampfwertung |
| ----- | ----------------- | ---- | --------- | ------------------ | ------------------ |
| 1     | Zdzisław Kwaśny   | POL  | 77,52     | 1. ITA 2. FRG      | 7 P 3 P            |
| 2     | Giampaolo Urlando | ITA  | 76,46     | 1. ITA 2. FRG      | 7 P 3 P            |
| 3     | Karl-Hans Riehm   | FRG  | 76,46     | 1. ITA 2. FRG      | 7 P 3 P            |
| 4     | Ireneusz Golda    | POL  | 74,56     | 1. POL 2. FRG      | 7 P 3 P            |
| 5     | Orlando Bianchini | ITA  | 73,86     | 1. POL 2. FRG      | 7 P 3 P            |
| DNS   | Klaus Ploghaus    | FRG  | verletzt  | 1. POL 2. FRG      | 7 P 3 P            |

Datum: 5. Juni

### Speerwurf
| Platz | Athletin         | Land | Weite (m) | Länderkampfwertung | Länderkampfwertung |
| ----- | ---------------- | ---- | --------- | ------------------ | ------------------ |
| 1     | Klaus Tafelmeier | FRG  | 91,04     | 1. FRG 2. ITA      | 7 P 4 P            |
| 2     | Dariusz Adam     | POL  | 87,10     | 1. FRG 2. ITA      | 7 P 4 P            |
| 3     | Stanislaw Górak  | POL  | 83,20     | 1. FRG 2. ITA      | 7 P 4 P            |
| 4     | Agostino Ghesini | ITA  | 80,70     | 1. FRG 2. POL      | 6 P 5 P            |
| 5     | Helmut Schreiber | FRG  | 78,60     | 1. FRG 2. POL      | 6 P 5 P            |
| 6     | Franco Nichielon | ITA  | 76,60     | 1. FRG 2. POL      | 6 P 5 P            |

Datum: 4. Juni